# 工藤和馬
工藤和馬（くどう かずま、1977年2月20日 - ）は日本の俳優。千葉大学卒業。ノックアウト・劇団東京乾電池所属。

## 人物
- 特技は野球。

## 出演

### 映画
- リアル鬼ごっこ（2008年、監督：柴田一成）

### ドラマ
- 功名が辻（2006年、NHK）斉藤龍興 役
- 太閤記〜天下を獲った男・秀吉 第2話（2006年、テレビ朝日）
- ドン★キホーテ 第3話（2011年、日本テレビ）
- 弁護士・森江春策の事件3（2011年、テレビ朝日）

### 舞台
- 小さな家と五人の紳士（2004年）
- 夏の夜の夢（2004年・2005年・2006年）
- 長屋紳士録（2005年・2007年）
- 眠レ、巴里（2006年）
- 恐怖ハト男（2007年）
- 金色の魚春なのに子守唄（2007年）
- 黙読（2008年）
- 秘密の花園（2009年）